# Halichondria syringea
Halichondria syringea är en svampdjursart som beskrevs av Gustavo Pulitzer-Finali 1996. Halichondria syringea ingår i släktet Halichondria och familjen Halichondriidae.
Artens utbredningsområde är Papua Nya Guinea. Inga underarter finns listade i Catalogue of Life.